# Cynric wessexi király
Cynric, más írásmóddal Kynryc, Kinrik, Centric (angolszászul: CYNRIC CERDICING GEVVISSÆ CYNING), (525 k. – 560) wessexi király 534-től haláláig. A feljegyzések szerint egy ideig együtt uralkodott apjával Cerdickel.
Cerdic halála után egyedül uralkodott tovább. Erre az időszakra a Mount Badon-i  csatában (520) tetőző hódítások megszilárdítása volt a jellemző, s nem a további terjeszkedés, bár Cynric legalább egy alkalommal, egy Searobyrg nevű helység melletti csatában (552) megfutamította a britonokat. A trónon fia, Ceawlin követte.